# Маков (Чадца)
Маков (слч. Makov) насељено је мјесто са административним статусом сеоске општине (слч. obec) у округу Чадца, у Жилинском крају, Словачка Република.

## Становништво
| Година:    | 1994. | 2004.   | 2014.   | 2024.   |
| ---------- | ----- | ------- | ------- | ------- |
| Број људи: | 1974  | 1905    | 1769    | 1662    |
| Разлика:   |       | -3,49 % | -7,13 % | -6,04 % |

| Година:    | 2023. | 2024.   |
| ---------- | ----- | ------- |
| Број људи: | 1678  | 1662    |
| Разлика:   |       | -0,95 % |

Према подацима о броју становника из 2024. године насеље је имало 1662 становника.